# درز (مفصل)
الدَرْز (بالإنجليزية: Suture)‏ والجمع دُرُوْز ، هو نوع من المفاصل الليفية يحدث فقط في الجمجمة.
تضم ألياف شاربي في العظام والاسنان (بالإنجليزية: Sharpey's fibres)‏ العظام معاً بعضها إلى بعض. وتسمح لكمية ضئيلة من الحركة في الدَرز، مما يساهم في تَجَاوُب و مرونة الجمجمة. هذه المفاصل هي مواصل ليفية.
المفاصل التي تقع بين الأسنان وبين المفصل الصدغي الفكي (المفصل بين الفك والجمجمة)، تشكل المفاصل الوحيدة غير الدرزية في الجمجمة.

## تعظّم الدُروز
من الطبيعي للكثير من عظام الجمجمة أن تكون غير مدمجة عند الولادة، أي غير ملتحمة مع بعضها البعض. يُسمّى التحام عظام الجمجمة عند الولادة بتعظّم الدروز الباكر.
يستخدم مُصطلح اليافوخ أو النافوخ (بالإنجليزية:Fontanelle) لوصف ما ينجم عن ذلك من «بُقع لينة». وتستمر المواضع النسبية للعظام في التغير خلال حياة الكبار (ولكن بسرعة أقل)، مما يُوفّر معلومات مفيدة في الطب الشرعي (علم الأدلة الجنائية) و في علم الآثار. قد تتعظّم دروز الجمجمة تماما (أي تتحول كلّيّة إلى العظام) في سن الشيخوخة.

## قائمة الدُرُوز

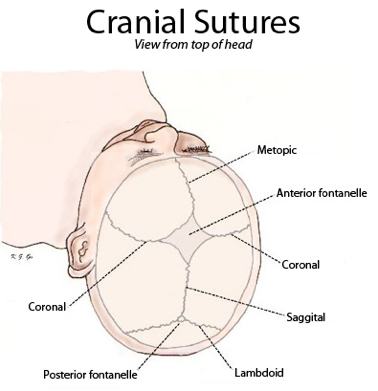
دروز الجمجمة كما تُرى من أعلى الجمجمة.

أغلب أسماء الدُرُوز تأتي من العظام التي تتمفصل معها، وللبعض أسماء خاصة بها. القوائم التالية تسرد الدُرُوز حسب التَمْثيلة (باللاتينية: norma) (التمثيلة: أي منظرالقحف من نقطة محددة).

### الدروز المرئية من الجانب (تمثيلة القحف الوحشية - norma lateralis)
- الدَرْز الإكليلي (بالإنجليزية: Coronal suture)‏.
- الدَرْز اللامي (بالإنجليزية: Lambdoid suture)‏.
- الدَرْز القذالي الخشائي (بالإنجليزية: Occipitomastoid suture)‏.
- الدَرْز الجداري الخشائي (بالإنجليزية: Parietomastoid suture)‏.
- الدَرْز الوتدي الجبهي (بالإنجليزية: Sphenofrontal suture)‏.
- الدَرْز الوتدي الجداري (بالإنجليزية: Sphenoparietal suture)‏.
- الدَرْز الوتدي الصدفي (بالإنجليزية: Sphenosquamosal suture)‏.
- الدَرْز الوتدي الوجني (بالإنجليزية: Sphenozygomatic suture)‏.
- الدَرْز الحرشفي (بالإنجليزية: Squamosal suture)‏.
- الدَرْز الصدغي الوجني (بالإنجليزية: Zygomaticotemporal suture)‏.
- الدَرْز الجبهي الوجني (بالإنجليزية: Zygomaticofrontal suture)‏.

### الدروز المرئية من الأمام (تمثيلة القحف الجبهية - norma frontalis) أو من الأعلى ( تمثيلة القحف العمودية norma verticalis)
- الدَرْز الجبهي (بالإنجليزية: Frontal suture)‏ أو الدَرْز بين العينين (بالإنجليزية:  Metopic suture)‏.
- الدَرْز السهمي (بالإنجليزية: Sagittal suture)‏.

### الدروز المرئية من الأسفل (تمثيلة القحف القاعدية - norma basalis) أو من الداخل
- الدَرْز الجبهي الغربالي (بالإنجليزية: Frontoethmoidal suture)‏.
- الدَرْز الصخري الصدفي (بالإنجليزية: Petrosquamous suture)‏.
- الدَرْز الوتدي الغربالي (بالإنجليزية: Sphenoethmoidal suture)‏.
- الدَرْز الوتدي الصخري (بالإنجليزية: Sphenopetrosal suture)‏ أو الالتحام الغضروفي الصخري القذالي.

## معرض الصور

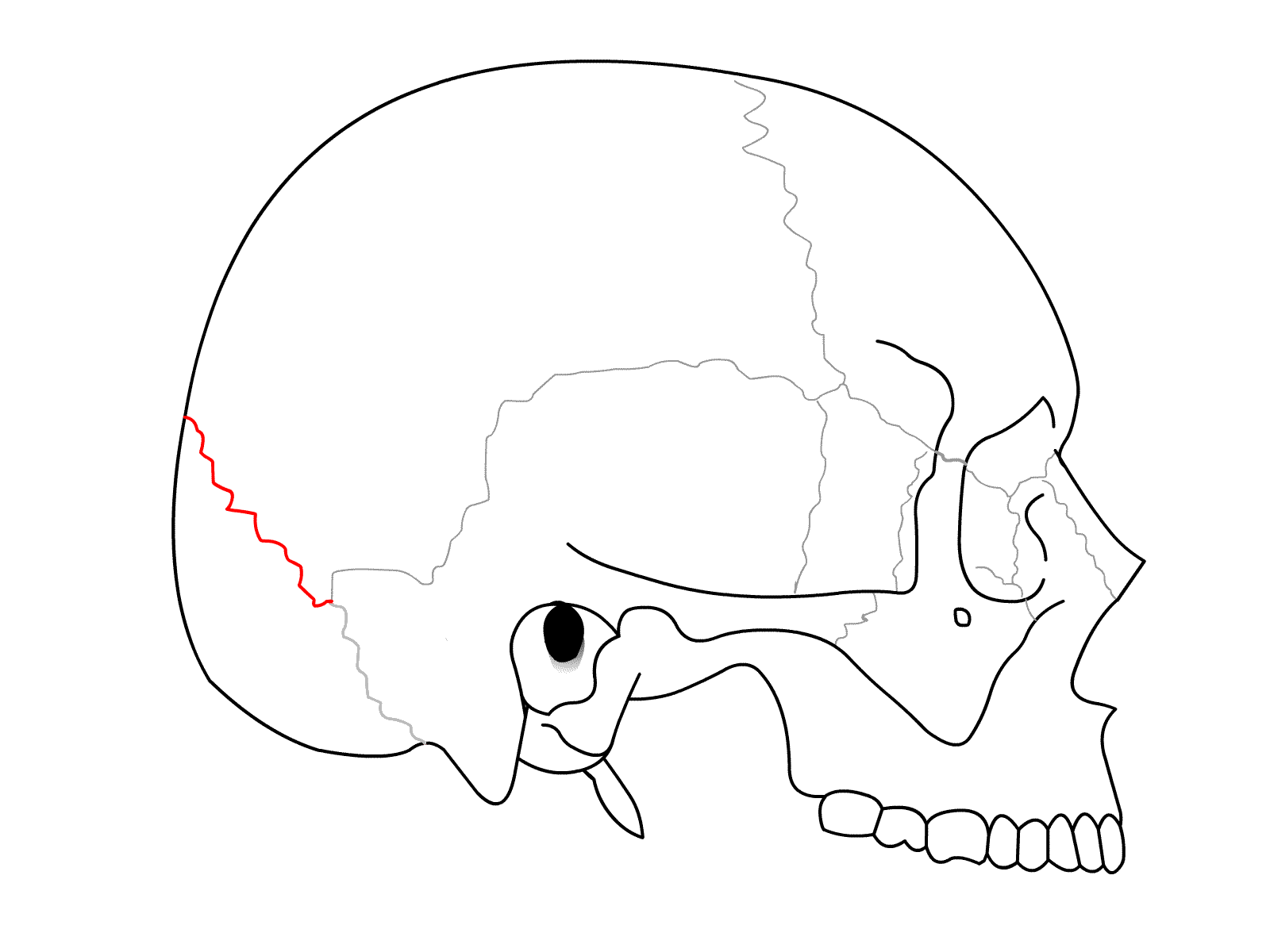
الدَرْز اللامي (بالإنجليزية: Lambdoid suture).
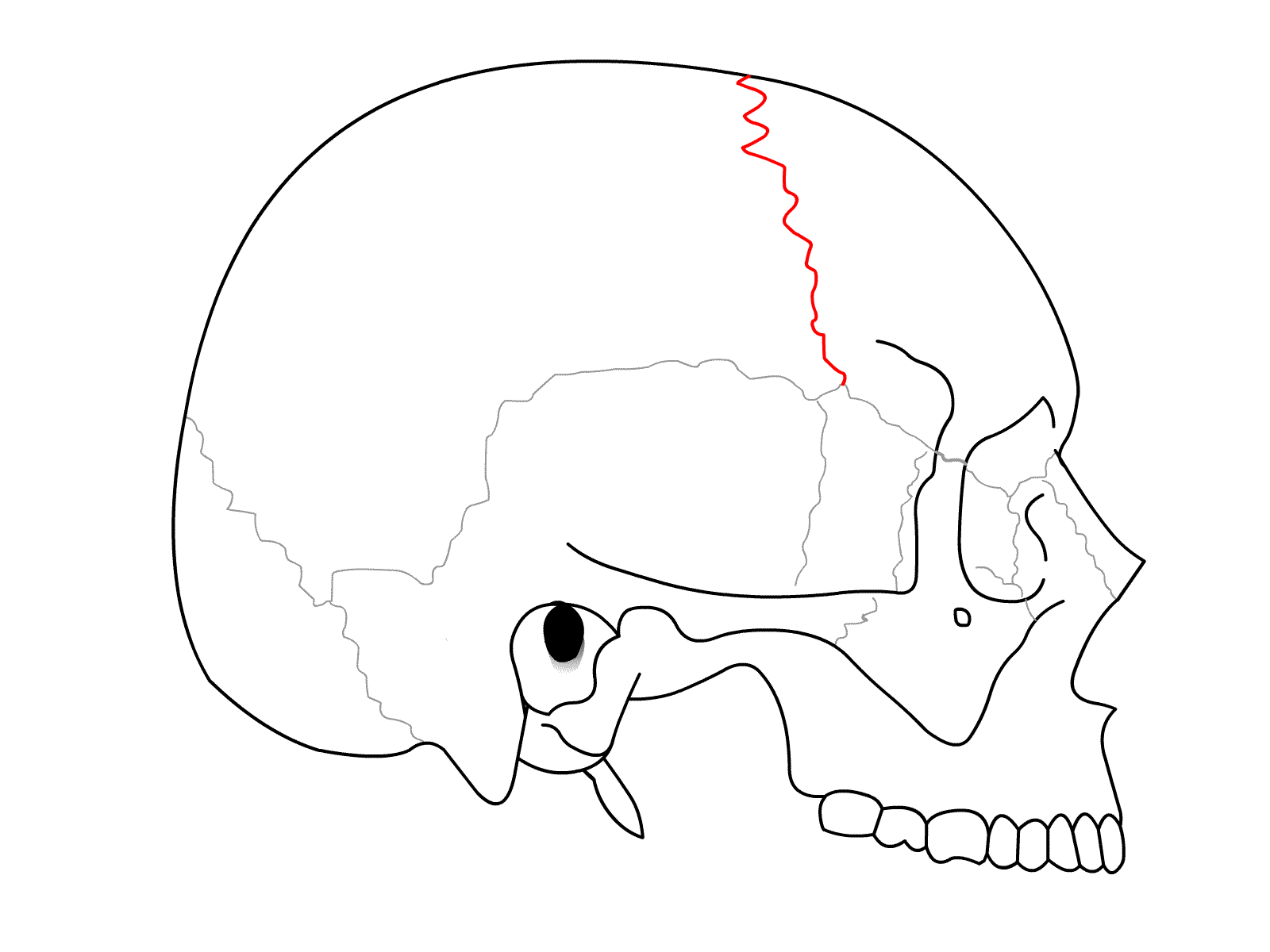
الدَرْز الإكليلي (بالإنجليزية: Coronal suture).
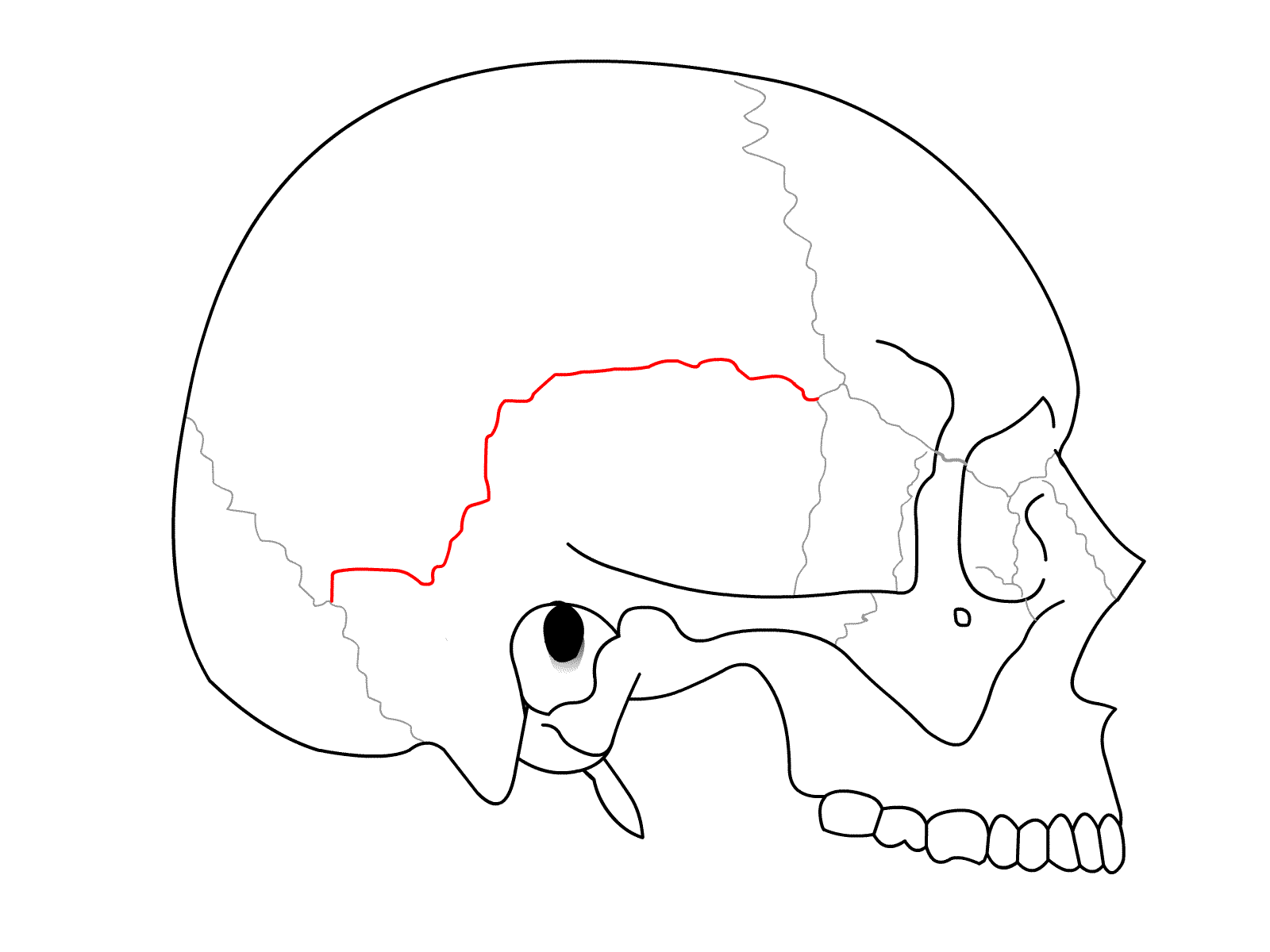
الدَرْز الحرشفي (بالإنجليزية: Squamosal suture).
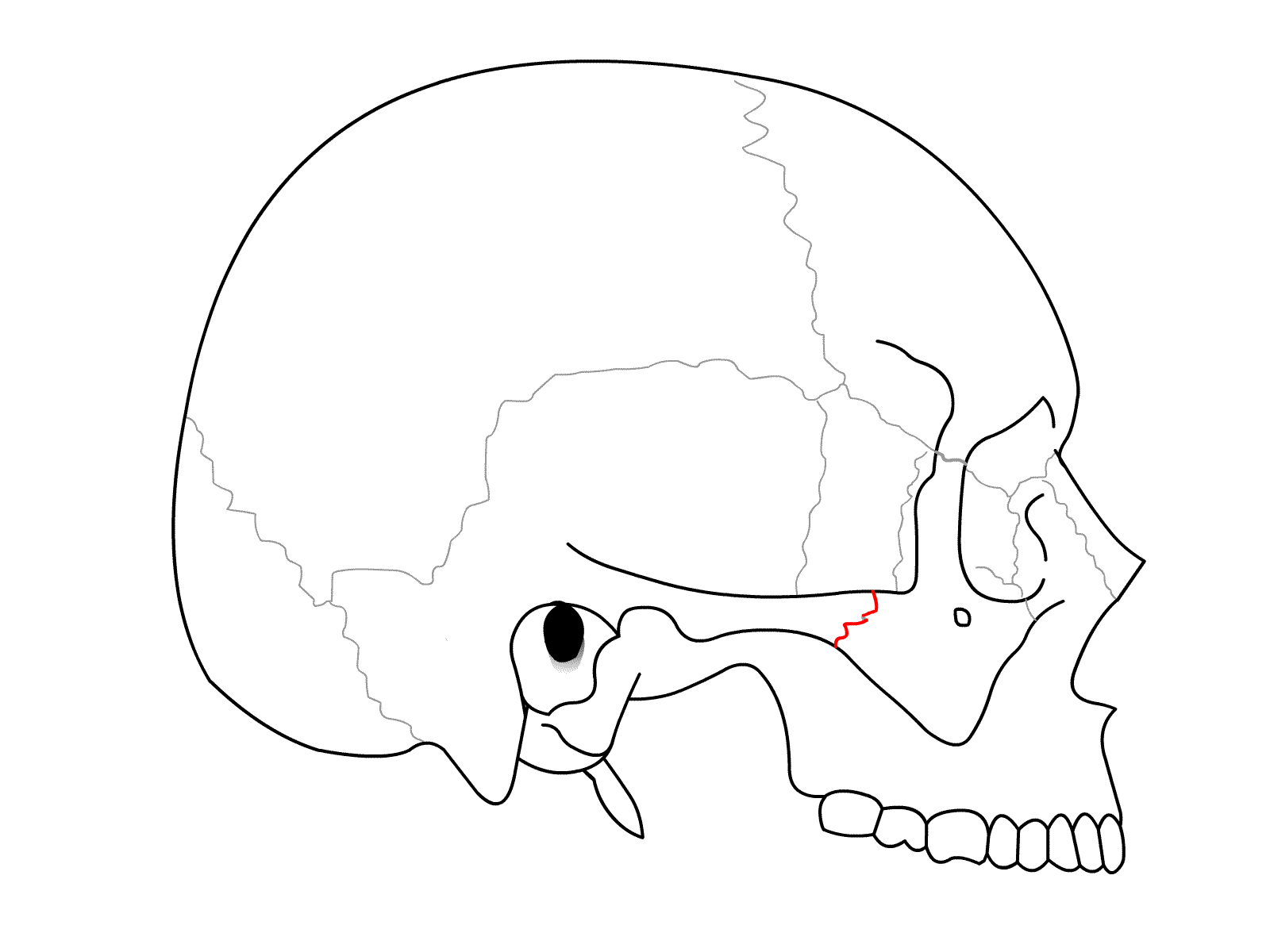
الدَرْز الصدغي الوجني (بالإنجليزية: Zygomaticotemporal suture).
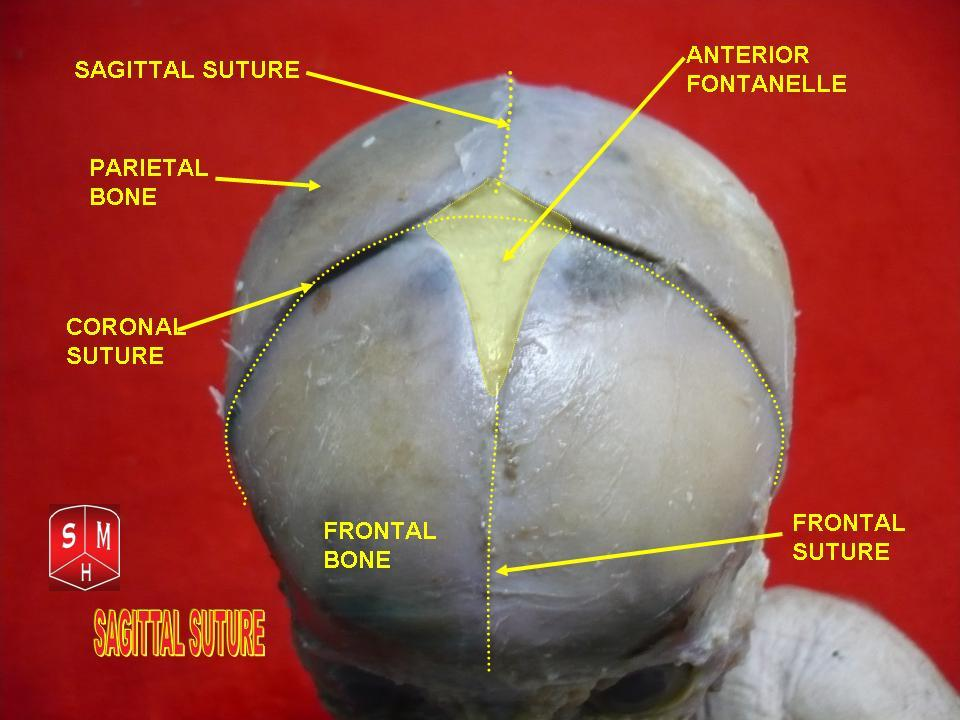
الدَرْز السهمي (بالإنجليزية: Sagittal suture).
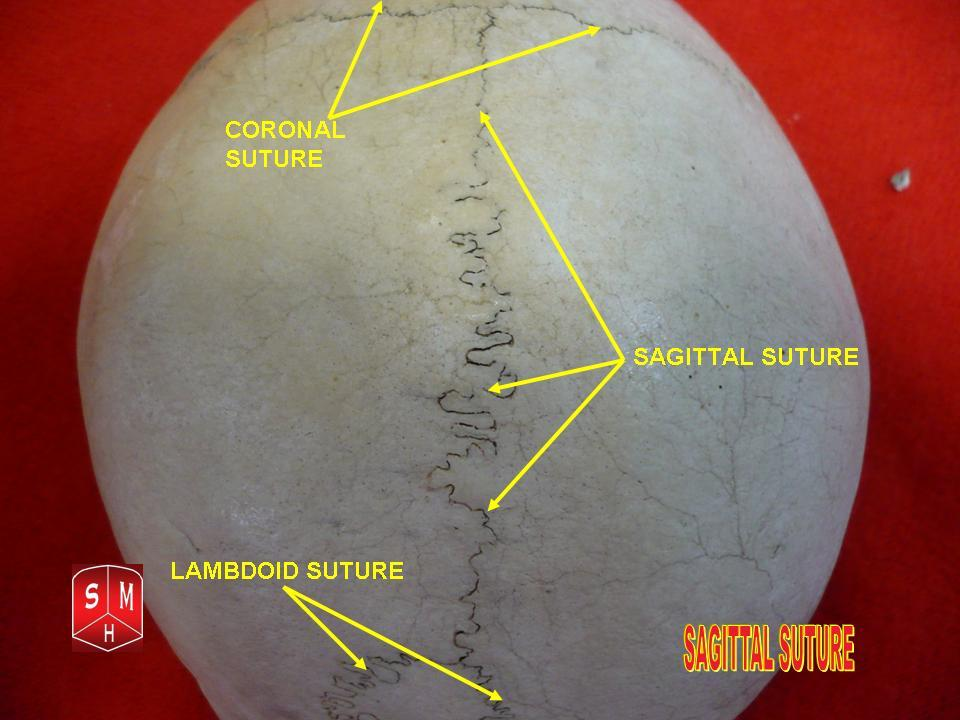
الدَرْز السهمي (بالإنجليزية: Sagittal suture).
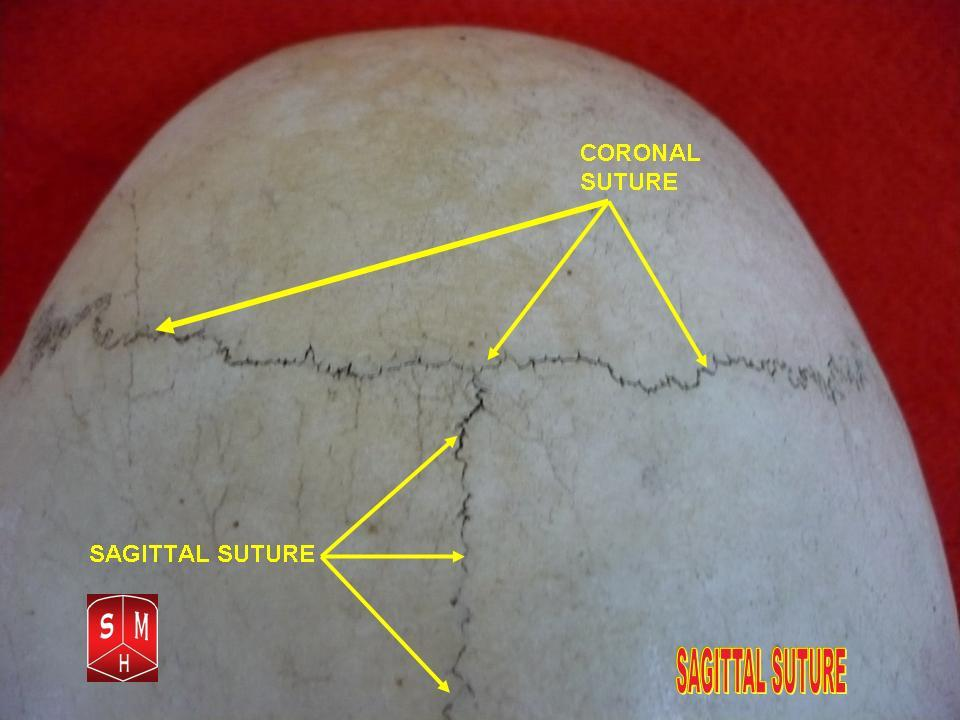
الدَرْز السهمي (بالإنجليزية: Sagittal suture).
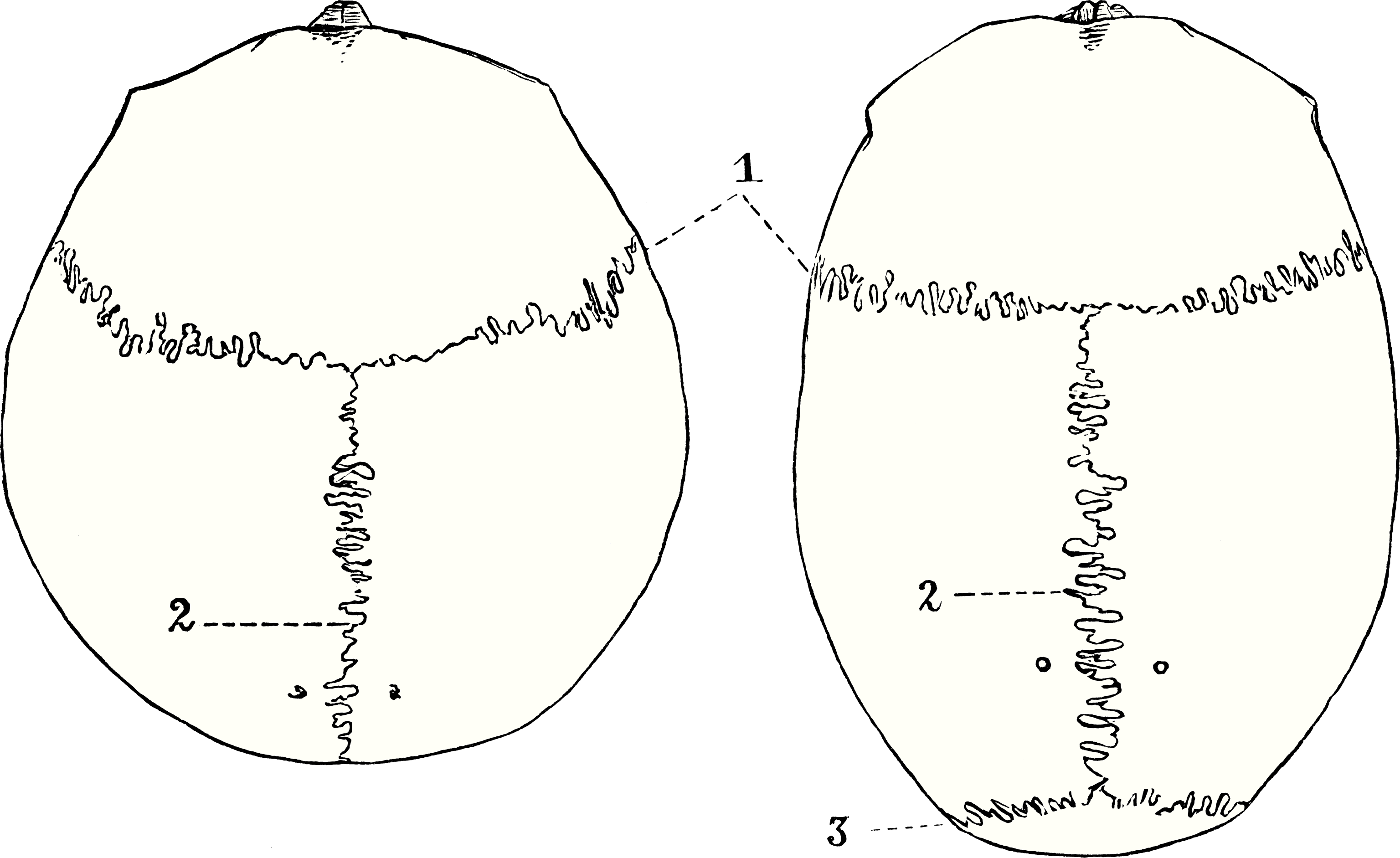
رؤية من أعلى لجمجمتين. علي اليمين جمجمة طويلة ، و علي اليسار جمجمة قصيرة: 1. دَرْز إكليلي (بالإنجليزية: Coronal suture). 2. دَرْز سهمي (بالإنجليزية: Sagittal suture). 3. دَرْز لامي (بالإنجليزية: Lambdoid suture).